# Wiam Lamharchi
Wiam Lamharchi (en arabe : وئام لمحارشي), née en 1995 à Ouezzane, est une femme politique marocaine.

## Biographie

### Origines et études
Fille de Larbi Lamharchi, membre du bureau politique du même parti et ancien président de l’Assemblée provinciale de Ouazzane, elle est aussi est connue pour être la plus jeune députée à faire partie du Chambre des représentants, qu'elle a intégré à l'âge de 21 ans seulement, alors étudiante en troisième année à l'Institut des hautes études de management (HEM).

### Parcours politique
Elle a été élue députée de la circonscription de Ouazzane, lors des élections législatives marocaines de 2016 avec le Parti authenticité et modernité. Elle fait partie du groupe parlementaire du même parti, et elle est membre active de la Commission des finances et du développement économique.